# Поморіє (футбольний клуб)
Общинний футбольний клуб «Поморіє» (болг. Общински футболен клуб Поморие) — болгарський футбольний клуб з міста Поморіє. Клуб заснований у 1934 році, та грає домашні матчі на стадіоні «Поморіє». Клуб до 2019 року мав професійний статус, проте втратив його, та грає в регіональній першості Бургаської області.

## Історія
Клуб був заснований у 1934 році під назвою «Шипка». У 1944 році, після вересневого перевороту, клуб був перейменований на «Николай Ласков», на честь комуністичного діяча, який помер у місті Поморіє. У 1980 році клуб було перейменовано на «Черно море». У 1995 році клуб уперше дістає назву «Поморіє», а у 2003 році виграє групу В, третій дивізіон болгарського футболу.
У 2009 році команда об'єднується з клубом «Нафтекс» з Бургаса, та отримує назву «Чорноморець», стає фарм-клубом команди найвищого болгарського дивізіону «Чорноморець» (Бургас). У цьому ж році команда розпочала грати в групі Б болгарського футболу, другому болгарському дивізіоні. Також у цьому ж році команда брала участь у розіграші Кубка Болгарії, та вийшов у фінал турніру, де поступився команді найвищого дивізіону «Берое». У сезоні 2010—2011 років клуб переміг у плей-оф за вихід до групи А, проте не зумів підвищитися в класі, оскільки був фарм-клубом вищолігового колективу. У 2012 році Болгарський футбольний союз відмовив команді в професійній ліцензії. З 2012 року клуб грає під назвою «Поморіє», а з 2013 року грає в аматорській першості Бургаської області.

## Титули і досягнення
- Фіналіст Кубка Болгарії (1): 2009–2010